# 川崎屋第三薬局 (愛知県)
川崎屋第三薬局卸部（かわさきやだいさんやっきょく）は、愛知県一宮市花園町に卸部を置く主に医薬品・医療機器の卸売りを扱う企業であった。現在は東邦薬品の「株式会社葦の会」の一社「中北薬品」である。

## 概要
- 代表取締役社長 中村嘉明 （初代・一宮営業所長に就任）
- 従業員数 5名
- 売上高　3500万円

## 沿革
- 昭和20年9月　「川崎屋第三薬局」を開設し小売・卸を兼業
- 昭和39年3月　「中北薬品」に卸部門を合併「中北薬品・一宮営業所」（愛知県一宮市須崎町）開設し統合
- 昭和39年3月　小売業社になる